# العلاقات الجنوب إفريقية الموزمبيقية
العلاقات الجنوب أفريقية الموزمبيقية هي العلاقات الثنائية التي تجمع بين جنوب أفريقيا وموزمبيق.

## مقارنة بين البلدين
هذه مقارنة عامة ومرجعية للدولتين:
| وجه المقارنة                                              | جنوب أفريقيا | موزمبيق          |
| --------------------------------------------------------- | --- | ---------------- |
| المساحة (كم2)                                             | 1.22 مليون | 801.59 ألف       |
| عدد السكان (نسمة)                                         | 57.73 مليون | 29.67 مليون      |
| الكثافة السكانية (ن./كم²)                                 | 47.32 | 37.01            |
| العاصمة                                                   | بريتوريا، بلومفونتين، كيب تاون | مابوتو           |
| اللغة الرسمية                                             | لغة إنجليزية، اللغة الأفريقانية، اللغة النديبلي الجنوبية، اللغة السوثو الشمالية، اللغة السوتية، لغة سوازي، اللغة التسونجا، اللغة التسوانية، اللغة الفيندية، اللغة الكوسية، اللغة الزولوية | اللغة البرتغالية |
| العملة                                                    | راند جنوب أفريقي | متكال موزمبيقي   |
| الناتج المحلي الإجمالي (بليون دولار)                      | 349.42 مليار | 12.33 مليار      |
| الناتج المحلي الإجمالي (تعادل القوة الشرائية) بليون دولار | 725.91 مليار | 33.35 مليار      |
| الناتج المحلي الإجمالي الاسمي للفرد دولار أمريكي          | 5.72 ألف | 529              |
| الناتج المحلي الإجمالي للفرد دولار أمريكي                 | 13.05 ألف | 1.13 ألف         |
| مؤشر التنمية البشرية                                      | 0.666 | 0.416            |
| رمز المكالمات الدولي                                      | +27 | +258             |
| رمز الإنترنت                                              | .za | .mz              |
| المنطقة الزمنية                                           | ت ع م+02:00، أفريقيا/جوهانسبرغ ‏ | ت ع م+02:00      |

## مدن متوأمة
في ما يلي قائمة باتفاقيات التوأمة بين مدن جنوب أفريقية وموزمبيقية:
- ترتبط ديربان مع مابوتو باتفاقية توأمة.

## منظمات دولية مشتركة
يشترك البلدان في عضوية مجموعة من المنظمات الدولية، منها:
| علم المنظمة | اسم المنظمة                                 | تاريخ انضمام جنوب أفريقيا | تاريخ انضمام موزمبيق |
| ----------- | ------------------------------------------- | ------------------------- | -------------------- |
|             | منظمة التجارة العالمية                      | 1995                      | ?                    |
|             | الاتحاد الأفريقي                            | 6 يونيو 1994              | ?                    |
|             | الأمم المتحدة                               | 7 نوفمبر 1945             | 16 سبتمبر 1975       |
|             | مجموعة دول أفريقيا والكاريبي والمحيط الهادئ | ?                         | ?                    |
|             | الاتحاد الدولي للاتصالات                    | 1910                      | 4 نوفمبر 1975        |
|             | يونسكو                                      | 4 نوفمبر 1946             | 11 أكتوبر 1976       |
|             | الاتحاد البريدي العالمي                     | ?                         | ?                    |
|             | مجموعة التنمية لأفريقيا الجنوبية            | ?                         | ?                    |
|             | مؤسسة التنمية الدولية                       | 12 أكتوبر 1960            | 24 سبتمبر 1984       |
|             | دول الكومنولث                               | 11 ديسمبر 1931            | 1995                 |
|             | منظمة حظر الأسلحة الكيميائية                | ?                         | ?                    |
|             | وكالة ضمان الاستثمار متعدد الأطراف          | 10 مارس 1994              | 23 نوفمبر 1994       |
|             | منظمة الشرطة الجنائية الدولية               | ?                         | ?                    |
|             | مؤسسة التمويل الدولية                       | 3 أبريل 1957              | 24 سبتمبر 1984       |
|             | المنظمة الهيدروغرافية الدولية               | ?                         | ?                    |
|             | البنك الدولي للإنشاء والتعمير               | 27 ديسمبر 1945            | 24 سبتمبر 1984       |
|             | البنك الإفريقي للتنمية                      | ?                         | ?                    |

## وصلات خارجية
- موقع وزارة الخارجية الجنوب أفريقية
- موقع وزارة الخارجية الموزمبيقية